# Jeffrey Wolf
Jeffrey Wolf est un monteur et réalisateur américain.

## Filmographie

### Comme monteur
- 1985 : Equalizer (The Equalizer) (série télévisée)
- 1986 : Zeisters
- 1986 : Heat
- 1988 : The In Crowd
- 1989 : Penn & Teller Get Killed
- 1990 : Andre's Mother (TV)
- 1991 : McBain
- 1992 : Me and Veronica
- 1993 : Who's the Man?
- 1994 : Tel est pris qui croyait prendre (The Ref)
- 1995 : Billy Madison
- 1996 : Beautiful Girls
- 1997 : Julian Po
- 1998 : La Loi du sang (Monument Ave.) de Ted Demme
- 1998 : Madeline
- 1999 : Perpète (Life)
- 2000 : Cecil B. Demented (Cecil B. DeMented)
- 2001 : Snow, Sex and Sun (Out Cold)
- 2003 : La Morsure du lézard (Holes) d'Andrew Davis
- 2004 : A Dirty Shame
- 2005 : Le Boss (The Man)
- 2010 : Vanishing on 7th Street
- 2018 : When We First Met

### Comme réalisateur
- 1984 : Histoires de l'autre monde ("Tales from the Darkside") (série télévisée)
- 1988 : Monsters (série télévisée)
- 2003 : Mail Order Bride